# Esceparnas
Esceparnas (em grego: Σκεπαρνάς; romaniz.: Sceparnás) foi um nobre caucasiano do século VI. Em 549/550, quando os abasgos deixaram de reconhecer a autoridade do Império Bizantino, foi escolhido como governante da porção ocidental do Reino de Abásgia ao lado de Opsites, que governou a porção oriental. Em 550, quando o país foi invadido pelos generais bizantinos João Guzes e Uligago, Esceparnas estava no Império Sassânida atendendo à convocação do xá Cosroes I (r. 531–579).